# Bruno Goda
Bruno Goda (Vinkovci, 17. travnja 1998.) hrvatski je nogometaš koji trenutačno igra za Dinamo Zagreb na poziciji lijevog beka.

## Vanjske poveznice
- Profil, Hrvatski nogometni savez
- Profil, Transfermarkt